# Kypello Ellados 1962-1963
La Coppa di Grecia 1962-1963 è stata la 21ª edizione del torneo. La competizione è terminata il 18 luglio 1963. L'Olympiacos ha vinto il trofeo per l'undicesima volta, battendo in finale il Pierikos.

## Sedicesimi di finale
| Squadra 1            | Risultato    | Squadra 2           |
| -------------------- | ------------ | ------------------- |
| Kadmos Thivas        | 0 – 1        | Paniōnios           |
| AEK Atene            | 7 – 1        | AO Kalamata         |
| Kritikos Chania      | 1 – 6        | Olympiacos          |
| Ethnikos Pireo       | 1 – 0        | Poseidon Glyfada    |
| Diagoras             | 1 – 3        | Fostiras            |
| OFI Creta            | 1 – 1 (dts)  | Panaigialeios       |
| Panathīnaïkos        | 6 – 0        | Panīleiakos         |
| Proodeftikī          | 2 – 0 a tav. | Pankorinthiakos     |
| Atromītos            | 3 – 0        | Pampeanikos         |
| Averof Giannina      | 3 – 2        | Apollōn Smyrnīs     |
| Nikī Volo            | 4 – 3        | Makedonikos         |
| Olympiakos Kozani    | 1 – 0        | Apollōn Kalamarias  |
| Īraklīs              | 1 – 0        | Doxa Dramas         |
| Arīs Salonicco       | 4 – 0        | Anagennīsī Karditsa |
| GAS Veria            | 0 – 0 (dts)  | PAOK                |
| Anagennīsī Giannitsa | 0 – 2        | Pierikos            |

Rigiocate
| Squadra 1     | Risultato | Squadra 2 |
| ------------- | --------- | --------- |
| Panaigialeios | 2 – 1     | OFI Creta |
| PAOK          | 2 – 1     | GAS Veria |

## Ottavi di finale
| Squadra 1       | Risultato   | Squadra 2         |
| --------------- | ----------- | ----------------- |
| Nikī Volo       | 3 – 1       | Panaigialeios     |
| PAOK            | 3 – 2       | Fostiras          |
| Arīs Salonicco  | 0 – 0 (dts) | Īraklīs           |
| Atromītos       | 0 – 3       | AEK Atene         |
| Averof Giannina | 4 – 1       | Olympiakos Kozani |
| Pierikos        | 2 – 1       | Ethnikos Pireo    |
| Olympiacos      | 2 – 1       | Paniōnios         |
| Proodeftikī     | 2 – 2 (dts) | Panathīnaïkos     |

Rigiocate
| Squadra 1     | Risultato | Squadra 2      |
| ------------- | --------- | -------------- |
| Īraklīs       | 0 – 3     | Arīs Salonicco |
| Panathīnaïkos | 4 – 2     | Proodeftikī    |

## Quarti di finale
| Squadra 1       | Risultato   | Squadra 2  |
| --------------- | ----------- | ---------- |
| Nikī Volo       | 0 – 0 (dts) | Pierikos   |
| Arīs Salonicco  | 1 – 0       | AEK Atene  |
| Panathīnaïkos   | 3 – 5       | Olympiacos |
| Averof Giannina | 2 – 0       | PAOK       |

Rigiocata
| Squadra 1 | Risultato | Squadra 2 |
| --------- | --------- | --------- |
| Pierikos  | 3 – 2     | Nikī Volo |

## Semifinali
| Squadra 1      | Risultato   | Squadra 2       |
| -------------- | ----------- | --------------- |
| Arīs Salonicco | 1 – 1 (dts) | Olympiacos      |
| Pierikos       | 4 – 0       | Averof Giannina |

Rigiocata
| Squadra 1  | Risultato | Squadra 2      |
| ---------- | --------- | -------------- |
| Olympiacos | 5 – 2     | Arīs Salonicco |

## Finale
| Arbitro: | Otmar Humber ( Svizzera) |

|                                             |           |  |
| Polychroniou 28’ Papazoglou 38’ Sideris 65’ | Marcatori |  |